# Paizay-le-Tort
Paizay-le-Tort korábbi község Franciaország Új-Aquitania régiójában, Deux-Sèvres megyében. 
Lakosainak száma 474 fő (2018. január 1.). Paizay-le-Tort Brioux-sur-Boutonne, Lusseray, Mazières-sur-Béronne, Saint-Génard és Tillou községekkel határos.
2019. január 1-jén négy másik korábbi községgel egyesült és az így létrejött Melle új község része lett.

## Népesség
A település népességének változása:
| Lakosok száma | 485  | 484  | 495  | 477  | 474  |
|               | 2013 | 2015 | 2016 | 2017 | 2018 |